# Programme Planetary Observer

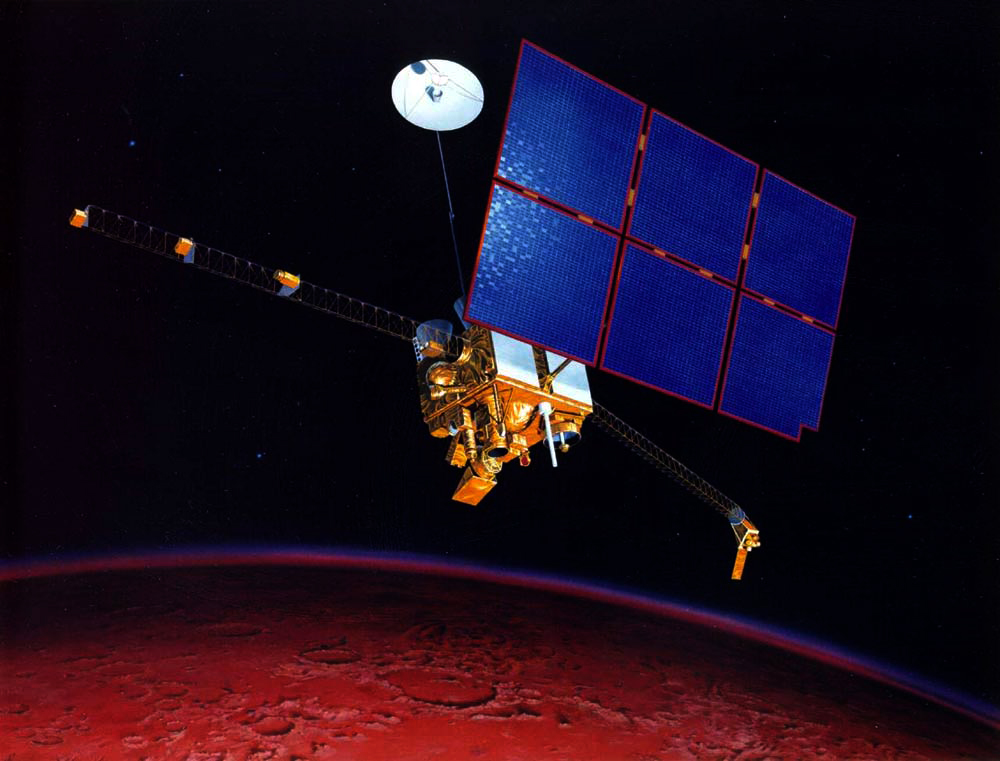
Mars Observer est la seule mission de ce programme à avoir été lancée.

Le Programme Planetary Observer est un programme spatial de la NASA lancé dans les années 1980. Il était destiné à développer des missions à cout modéré à destination des planètes intérieures du système solaire. L'objectif était de relancer le programme d'exploration du système solaire handicapé par la faiblesse des fonds disponibles qui ne permettait pas le développement de missions aussi ambitieuses que par le passé. Le cout de ces missions était plafonné à 150 millions $ (en 1982).
Une seule mission de ce programme fut lancée : la sonde spatiale Mars Observer dont le projet fut approuvé en 1985 et qui fut lancée en 1992. Cette mission sera victime d'une défaillance avant d'atteindre la planète Mars qu'elle devait étudier. Les projets postérieurs Lunar Observer et Mercury Observer furent annulés à la suite de réductions du budget 1992-1993 imposées par le Congrès américain entrainant la disparition du programme. Un programme de sondes interplanétaires à bas cout (<300 millions $ 1982) à destination des planètes extérieures baptisées Mariner Mark II avait été mis au point à la même époque pour répondre aux mêmes contraintes. Mais ce programme sera également annulé sans avoir vu aucune concrétisation. 